# استیو دیوی
استیو دیوی (انگلیسی: Steve Davey؛ زادهٔ ۵ سپتامبر ۱۹۴۸) بازیکن فوتبال اهل بریتانیا است.
از باشگاه‌هایی که در آن بازی کرده‌است می‌توان به باشگاه فوتبال لیسکار یونایتد، باشگاه فوتبال بیدفورد، باشگاه فوتبال پورتسموث، باشگاه فوتبال سالتش یونایتد، باشگاه فوتبال اکستر سیتی، باشگاه فوتبال پلیموث آرگیل، باشگاه فوتبال سنت بلیزی، و باشگاه فوتبال هرفورد یونایتد اشاره کرد.